# Bolborhinum seai
Bolborhinum seai is een keversoort uit de familie cognackevers (Bolboceratidae). De wetenschappelijke naam van de soort werd in 1951 gepubliceerd door Antonio Martínez.